# Médaille Schleiden
La médaille Schleiden est un prix de biologie cellulaire décerné par l'Académie Léopoldine « pour honorer des réalisations exceptionnelles dans le domaine de la biologie cellulaire ». Elle porte le nom de Matthias Jakob Schleiden et est décernée, en principe tous les deux ans, depuis 1955.

## Lauréats
Les lauréats sont :
- 1955 : Emil Heitz et Wilhelm Schmidt
- 1958 : Albert Frey-Wyssling
- 1961 : Jean Brachet et Hans Bauer
- 1963 : Karl Höfler
- 1966 : Wolfgang Bargmann
- 1969 : Wolfgang Beermann
- 1973 : Irene Manton et Torbjörn Caspersson
- 1975 : Wilhelm Bernhard
- 1977 : Ernst Wohlfarth-Bottermann
- 1980 : Karl Lennert
- 1983 : Berta Scharrer
- 1985 : George Emil Palade
- 1987 : Zdeněk Lojda
- 1989 : Anthony G. E. Pearse
- 1991 : Peter Sitte
- 1993 : Gottfried Schatz
- 1995 : Philipp U. Heitz
- 1998 : Avram Hershko
- 1999 : Walter Neupert
- 2001 : Kai Simons
- 2003 : Ari Helenius
- 2005 : Wolfgang Baumeister
- 2007 : Alexander Varshavsky
- 2009 : Thomas Cremer
- 2011 : Tom Rapoport
- 2009 : Thomas Crémer
- 2011 : Tom Abraham Rapoport
- 2013 : Ingrid Grummt[4]
- 2015 : Johannes Buchner
- 2017 : Anthony Hyman[5],[6],[7]
- 2019 : Elena Conti[8]
- 2021:  Nikolaus Pfanner[9],[10].
- 2023 : Franz-Ulrich Hartl[11].